# Nyirád
Nyirád è un comune dell'Ungheria di 1.888 abitanti (dati 2001). È situato nella contea di Veszprém.